# Rocksteady Studios
Rocksteady Studios Ltd. é uma desenvolvedora de jogos eletrônicos Britânica com sede em Londres.
A Rocksteady Studios foi fundada em 2004 por Sefton Hill e Jamie Walker. O estúdio foi adquirido pela Time Warner em Fevereiro de 2010. A Square Enix Europe (anteriormente Eidos) confirmou ainda possuir 25,1% de participação na Rocksteady.
A Rocksteady Studios não participou do desenvolvimento do terceiro jogo da serie Arkham Batman: Arkham Origins  com desenvolvimento feito pela Warner Bros. Games Montréal.
No dia 4 de março de 2014, a Rocksteady e a Warner Bros. anunciaram o quarto e ultimo jogo da serie Arkham, Batman: Arkham Knight que foi lançado dia 23 de junho de 2015 para Xbox One, PlayStation 4 e Microsoft Windows.

## Jogos
| 2006 | Urban Chaos: Riot Response             | Não | Não | Sim | Não | Não | Não | Sim | Não | Não | Não | Não |
| 2009 | Batman: Arkham Asylum                  | Sim | Sim | Não | Sim | Sim | Não | Não | Sim | Sim | Não | Não |
| 2011 | Batman: Arkham City                    | Sim | Sim | Não | Sim | Sim | Não | Não | Sim | Sim | Não | Sim |
| 2015 | Batman: Arkham Knight                  | Não | Sim | Não | Não | Sim | Não | Não | Não | Sim | Não | Não |
| 2024 | Suicide Squad: Kill the Justice League | Não | Sim | Não | Não | Não | Sim | Não | Não | Não | Sim | Não |